# 大和田 (君津市)
大和田（おおわだ）は、千葉県君津市の地名。現行行政地名は大和田1丁目から5丁目および大字大和田。郵便番号は299-1146。当地域の人口は2,616人（2014年5月末現在、住民基本台帳調査による。君津市調べ）。

## 地理
市内北西部の小糸川下流右岸に位置する。東京湾岸道路（国道16号・千葉県道90号）からJR内房線の南側まで南北に広がり、中部から南部にかけて1丁目〜5丁目が所在する。
中央部北より（大字大和田の南部）に高台があり、南北は平地が広がる。北部は工業地帯で、高台上には新日鐵住金関連の団地やスポーツ施設が立地する。南部は住宅地となっている。
北で君津、東で坂田・西坂田および中野、南で中富、西で人見とそれぞれ隣接する（いずれも君津市）。

### 河川
- 烏田川

## 歴史

### 地名の由来
正確なところは未詳であるが、「大きく和する」の意味とする説や、古代に凡田（わだ）郷がおかれていたことに由来するという説などがある。

### 沿革
- 江戸時代 - 周淮郡大和田村成立。当初は幕府と旗本福島氏の相給、のち会津藩・二本松藩の各領を経て前橋藩領。
- 1873年（明治6年） - 大和田村、千葉県に所属。
- 1889年（明治22年）4月1日 - 町村制施行により周淮郡周西村大字大和田となる。
- 1897年（明治30年）4月1日 - 周西村、郡統合により君津郡所属となる。
- 1943年（昭和18年）4月1日 - 周西村と八重原村が合併し君津郡君津町が成立、同町の大字となる。
- 1971年（昭和46年）9月1日 - 君津町が市制施行し、君津市となる。
- 1981年（昭和56年） - 大字大和田および人見・坂田・中富の各一部から大和田1丁目〜5丁目が成立。大字大和田の一部が西坂田2丁目に分割。

## 統計
|             | 世帯数 | 人口  | 地図                                                                           |
| ----------- | ------ | ----- | ------------------------------------------------------------------------------ |
| 大和田      | 717    | 773   | 北緯35度20分28秒 東経139度52分27秒                                             |
| 大和田1丁目 | 240    | 506   | 北緯35度20分18秒 東経139度52分41.2秒座標: 北緯35度20分18秒 東経139度52分41.2秒 |
| 大和田2丁目 | 103    | 240   | 北緯35度20分13.5秒 東経139度52分26.5秒                                         |
| 大和田3丁目 | 216    | 445   | 北緯35度20分13.9秒 東経139度52分46.3秒                                         |
| 大和田4丁目 | 191    | 393   | 北緯35度20分6.2秒 東経139度52分50秒                                            |
| 大和田5丁目 | 167    | 317   | 北緯35度20分7.3秒 東経139度52分56.6秒                                          |
| 計          | 1,634  | 2,674 |                                                                                |

1. ↑  “平成29年君津市人口”.   君津市 (2017年11月8日). 2017年11月20日閲覧。
2. ↑  単位：世帯
3. ↑  単位：人

## 小・中学校の学区
市立小・中学校に通う場合、学区は以下の通りとなる。
| 大字・丁目  | 番地                     | 小学校                 | 中学校               |
| ----------- | ------------------------ | ---------------------- | -------------------- |
| 大和田      | 日本製鉄大和田社宅A・B棟 | 君津市立周西の丘小学校 | 君津市立周西中学校   |
| 大和田      | その他                   | 君津市立周西の丘小学校 | 君津市立周西中学校   |
| 大和田1丁目 | 全域                     | 君津市立周西の丘小学校 | 君津市立周西中学校   |
| 大和田2丁目 | 全域                     | 君津市立周西の丘小学校 | 君津市立周西中学校   |
| 大和田3丁目 | 全域                     | 君津市立周西の丘小学校 | 君津市立周西中学校   |
| 大和田4丁目 | 全域                     | 君津市立周西小学校     | 君津市立周西南中学校 |
| 大和田5丁目 | 全域                     | 君津市立周西小学校     | 君津市立周西南中学校 |

## 交通

### 鉄道
地内をJR内房線が通過するが、駅はない。最寄駅は君津駅および青堀駅。

### バス
- 日東交通
  - 君津市内循環線 君津駅北口 - 君津製鐵所 - 大和田 - 君津駅北口 - 八重原社宅（循環ルート）
  - 富津線 木更津駅西口行・富津公園行
  - 周西線 君津製鐵所行・中島行
  - イオンモール富津線 君津駅北口行・イオンモール富津行
- 君津市コミュニティバス
  - 人見・大和田・神門線 君津市役所⇒大和田橋⇒大和田⇒神門⇒大和田郵便局⇒大和田橋⇒君津市役所（循環ルート）

### 道路
国道
- 国道16号

主要地方道
- 千葉県道90号木更津富津線

## 施設
大和田
- 君津市立大和田小学校
- 暁星国際学園暁星君津幼稚園
- 日本製鉄大和田社宅
- 日本製鉄君津寮
- 日本製鉄君津体育館
- 日本製鉄君津球場
- 君津緩衝緑地[6]（一部は人見・坂田に所在）

大和田1丁目
- 君津大和田郵便局
- 日枝神社
- 大和田会館（旧：君津市農業協同組合大和田支店）

大和田3丁目
- 大蓮寺 - 現在は墓地のみが所在。
- 大和田公園[6]
- 大和田緑地[6]